# Olecko Stadion
Olecko Stadion – zlikwidowany przystanek kolejowy na Oleckiej Kolei Wąskotorowej zlokalizowany w Olecku, w województwie warmińsko-mazurskim, w Polsce. Przystanek funkcjonował w latach 1911 - 1945. Został zlikwidowany ze względu na to, że kolej ta nie została  ponownie uruchomiona po zakończeniu wojenny. 
| Olecko Stadion                    |  |                                  |
| Linia                             |  |                                  |
| Dworek Mazurskiodległość: 3,72 km |  | Olecko Centrum odległość: 1,6 km |